# Microsoft ASP.NET SignalR
Microsoft ASP.NET SignalRはマイクロソフトのDavid Fowlerが中心となり開発が行われている、ASP.NETにリアルタイム・ウェブ機能を追加するためのライブラリである。

## 概要
SignalRはサーバサイドからクライアントのブラウザのJavaScriptによるコードを呼び出しリアルタイム・ウェブを実現するために開発された。リアルタイム・ウェブの機能として、サーバー側のコードが接続されたクライアントにコンテンツをプッシュする機能を実装するために利用できる。これらの機能は以下に示すような複数の通信手段で実装されている。これによりWebSocketがサポートされないブラウザからはWebSocket以外の選択肢を用いてリアルタイム通信を実現できる。これらはライブラリにより最適な通信手段が選択されるため、デベロッパが設定を行う必要はない。
- WebSocket (サーバ並びにブラウザ共にサポートしていた場合は有効)
- Server Sent Events
- Forever Frame
- Ajax long polling

## 履歴
2012年11月にASP.NETの一部となることが David Fowler のブログにより発表され、これに伴い直前のバージョン(0.5.3)からパッケージ構成が変更された。これらは ASP.NET 2012 Fall UpdateからRCとして提供され、マイクロソフトによるオフィシャルサポートが開始されている。なお、ASP.NET and Web Tools 2012.2 により正式製品となる SignalR 1.0.0 がリリースされた。
| リリース日     | バージョン番号 | 備考 |
| -------------- | -------------- | ---- |
|                | 0.5.3          |      |
| 2012年10月31日 | 1.0.0 Alpha1   |      |
| 2012年11月12日 | 1.0.0 Alpha2   |      |
| 2012年12月13日 | 1.0.0 rc1      |      |
| 2013年01月15日 | 1.0.0 rc2      |      |
| 2013年02月18日 | 1.0.0          |      |
| 2013年02月28日 | 1.0.1          |      |

## サンプル
このサンプルは2つのテキスト ボックスに入力された値を全てのクライアントに対して配信している。

### View (HTML)
```
<
div
>

 
<
input
 
type
=
"text"
 
id
=
"name"
 
/>

 
<
br
 
/><
input
 
type
=
"text"
 
id
=
"message"
 
/>

 
<
br
 
/><
input
 
type
=
"button"
 
value
=
"投稿"
 
id
=
"btnPost"
 
/>

 
<
div
 
id
=
"divResult"
></
div
>

</
div
>

<
script
>

 
$
(
function
 
()
 
{

  
var
 
ch
 
=
 
$
.
connection
.
Chat
;

  
$
(
"#btnPost"
).
click
(
function
 
()
 
{

   
ch
.
server
.
postNewMessage
(
$
(
"#name"
).
val
(),
 
$
(
"#message"
).
val
())

  
});

  
ch
.
client
.
message
 
=
 
function
 
(
message
)
 
{

   
$
(
"#divResult"
).
append
(
'<div>From:'

    
+
 
message
.
From
 
+
 
' : '
 
+
 
message
.
Message
 
+
 
'['
 
+
 
message
.
Date
 
+
 
']'
 
+
 
'</div>'

   
);

  
};

  
$
.
connection
.
hub
.
start
();

 
});

</
script
>

```

### Model (C#)
```
namespace
 
SampleChat.Models

{

 
public
 
class
 
ChatModel

 
{

   
public
 
string
 
Date
 
{
 
get
;
 
set
;
 
}

   
public
 
string
 
From
 
{
 
get
;
 
set
;
 
}

   
public
 
string
 
Message
 
{
 
get
;
 
set
;
 
}

 
}

}

```

### Hub (C#)
```
using
 
Microsoft.AspNet.SignalR.Hubs
;

using
 
SampleChat.Models
;

using
 
System
;

namespace
 
SampleChat.Hubs

{

 
[HubName("Chat")]

 
public
 
class
 
ChatHub
 
:
 
Hub

 
{

  
public
 
void
 
PostNewMessage
(
string
 
from
,
 
string
 
message
)

  
{

   
var
 
mdl
 
=
 
new
 
ChatModel
{

     
Date
 
=
 
DateTime
.
Now
.
ToString
(
"yyyy/MM/dd HH:mm:ss"
),

     
From
=
 
from
,

     
Message
 
=
 
message

   
};

   
Clients
.
All
.
message
(
mdl
);

  
}

 
}

}

```